# SummerSlam (1998)
SummerSlam 1998 fue la decimoprimera edición de SummerSlam, un evento pago por visión de lucha libre profesional producido por la World Wrestling Federation (WWF). Tuvo lugar el 30 de agosto de 1998 desde el Madison Square Garden en New York, New York. El tema oficial fue "Highway to Hell" de AC/DC.

## Resultados
- Lucha en HEAT: Too Much (Scott Taylor & Brian Christopher) derrotó a L.O.D. 2000 (Hawk & Animal) (c/Droz) (2:15)
  - Taylor cubrió a Animal después de que Hawk cayese sobre él.
  - Originalmente Droz iba a ser el compañero de Animal, pero Hawk insistió en ocupar su puesto.
- Lucha en HEAT: Gangrel derrotó a Dustin Runnels (2:30)
  - Gangrel cubrió a Runnels tras un "Impaler DDT".
- Sunday Night HEAT match: The Disciples of Apocalypse (8-Ball & Skull) (con Paul Ellering) derrotaron a Bradshaw & Vader (2:54)
  - Skull cubrió Vader con tras un "Double DDT" después de que Bradshaw le atacase.
- D'Lo Brown derrotó a Val Venis por descalificación reteniendo el Campeonato Europeo de la WWF (15:24)
  - Venis fue descalificado por empujar al árbitro.
  - Después de la lucha, Venis atacó el árbitro con un "Money Shot".
- The Oddities (Kurrgan, Golga & Giant Silva) (c/Insane Clown Posse & Luna Vachon) derrotaron a Kaientai (TAKA Michinoku, Dick Togo, Mens Teioh & Sho Funaki) (c/Yamaguchi-san) en una Handicap 4 on 3 (10:10)
  - Golga cubrió a los cuatro miembros de Kaientai después de un "Stereo Chokeslam" de Silva y Kurrgan.
  - Yamaguchi-san intentó intervenir, pero recibió un "Scoop Slam" de Luna Vachon.
- X-Pac (c/Howard Finkel) derrotó a Jeff Jarrett (c/Southern Justice) en un Hair vs. Hair Match (11:11)
  - X-Pac cubrió a Jarrett después de golpearlo con su guitarra.
  - Después de la lucha, The New Age Outlaws (Billy Gunn y Road Dogg), The Headbangers (Mosh & Thrasher) y Droz acudieron a ayudar a X-Pac a afeitar la cabeza de Jarrett.
- Edge & Sable derrotaron a Marc Mero & Jacqueline en un Mixed Tag Team Match (8:26)
  - Sable cubrió a Mero después de un "Aided Splash".
- Ken Shamrock derrotó a Owen Hart (c/Dan Severn) en un Lion's Den Match (9:16)
  - Shamrock forzó a Owen a rendirse con el "Ankle Lock".
- The New Age Outlaws (Billy Gunn & Road Dogg) derrotó a Mankind en una Handicap 2-1 ganando el Campeonato en Parejas de la WWF (5:16)
  - Gunn cubrió Mankind después de una "Spike Piledriver" sobre el título.
  - Después de la lucha The New Age Outlaws tiraron a Mankid a un contenedor de basura.
  - Kane no acudió a defender su campeonato con Mankind, después que The New Age Outlaws tiraran a Mankind al contenedor ermergio del mismo para atacar a Mankind con un maso.
- Triple H (c/Chyna) derrotó a The Rock (c/Mark Henry) en una Ladder Match ganando el Campeonato Intercontinental de la WWF (26:01)
  - Triple H ganó tras descolgar el campeonato después de una distracción de Chyna a The Rock.
  - Chris Warren tocó el tema de entrada de DX
  - Durante la lucha, Mark Henry intervino a favor de The Rock mientras Chyna intervino a favor de Triple H
  - Después de la lucha, D-Generation X salió para celebrar con Triple H.
- Steve Austin derrotó a The Undertaker reteniendo el Campeonato de la WWF (20:52)
  - Austin cubrió a Undertaker después de una "Stone Cold Stunner".
  - Durante la lucha, Kane intervino distrayendo a Austin.
  - Después de la lucha, Undertaker le entregó el campeonato a Austin en señal de respeto y se fue de la arena junto con Kane.

## Otros roles
| Comentaristas - Jerry "The King" Lawler - Jim Ross Comentaristas en español - Carlos Cabrera - Hugo Savinovich Otros - Tony Chimel - Anunciador - Vince McMahon - Sgt. Slaughter - Comisionado | Árbitros - Mike Chioda - Jack Doan - Earl Hebner - Jim Korderas - Tim White Entrevistadores - Michael Cole - Dok Hendrix |